# Криворожский уезд
Криворожский уезд (Криворогский) — административно-территориальная единица Российской империи в 1783—1796 годах и УССР в 1919—1923 годах с центром в городе Кривой Рог.

## История

### Новороссийская губерния
Криворожский уезд является преемником Ингульского уезда с центром в Ингульске, который был образован в 1775 году на землях Ингульской паланки и части территории бывшего Молдавского гусарского полка. Основными поселениями были слободы Куцовка (ныне — Новгородка), Калиновка, Кривой Рог, а также Ингульский шанец. В 1775—1776 годах входил в Херсонскую провинцию, затем — Никопольскую провинцию Новороссийской губернии.
В 1783 году уездным городом становится Кривой Рог и уезд переименовывается в Криворожский. Упразднён в 1796 году.

### Екатеринославская губерния
Образован 26 февраля 1919 года I съездом советов Криворожского района в составе 30 волостей. Председателем уездного исполкома был избран А. К. Фесенко. В уезд переданы 17 волостей Херсонского уезда и одной волости Елисаветградского уезда Херсонской губернии; 9 — Верхнеднепровского уезда Екатеринославской губернии и 7 — Александрийского уезда Херсонской губернии. В уезде были объединены железорудный Кривой Рог и марганцеворудный Марганец.
Административно уезд делился на 8 районов и входивших в их состав волостей:
1. Боковская, Братолюбовская, Гуровская, Петровская волость;
2. Анновская, Корсуневская, Весёлотерновская, Лозоватская, Ордо-Василевская волость;
3. Саксаганская, Пятихатская, Зеленская, Желтянская волость;
4. Софиевская, Марьяновская, Излучистая, Ново-Николаевская волость;
5. Грушевская, Марьинская, Базавлукская, Камянская волость;
6. Покровская, Костромская, Михайловская, Высокопольская, Архангельская волость[4];
7. Широковская, Ингулецкая, Николаевская 1-я, Новокриворожская, Шестернянская волость;
8. Казанковская, Софиево-Гейковская, Николаевская 2-я, Фёдоровская, Богоблагодатская волость.

На 1921 год в уезд входило 35 волостей:
1. Анновская волость
2. Базавлукская волость
3. Боковская волость
4. Братолюбовская волость
5. Весёлотерновская волость
6. Высокопольская волость
7. Грушевская волость
8. Гуровская волость
9. Желтянская волость
10. Зеленская волость
11. Излучистая волость
12. Ингулецкая волость
13. Казанковская волость
14. Камянская волость
15. Корсунская волость
16. Костромская волость
17. Лозоватская волость
18. Марьинская волость
19. Марьяновская волость
20. Михайловская волость
21. Моисеевская волость (Богоблагодатовская)
22. Николаевская 1-я волость
23. Николаевская 2-я волость
24. Ново-Криворожская волость
25. Ново-Николаевская волость
26. Ордо-Василевская волость
27. Петровская волость
28. Покровская волость
29. Пятихатская волость
30. Саксаганская волость
31. Софиевская волость (Гейковская)
32. Софиевская волость (Девладово)
33. Фёдоровская волость
34. Шестернянская волость
35. Широковская волость

В марте 1922 года образована Долгинцевская волость путём выделения территорий из состава Весёлотерновской и Ново-Криворожской волостей.
В результате административной реформы 1923 года Криворожский уезд преобразован в Криворожский округ.

## Характеристика
Председатели уездного исполнительного комитета:
- Фесенко, Александр Ксенофонтович (февраль 1919 — апрель 1919);
- Сиволап, Поликарп Филиппович (апрель 1919 — май 1919);
- Шаблий, Лука Иванович (май 1919 — июнь 1919);
- Сиволап, Поликарп Филиппович (июнь 1919 — август 1919);
- Деникинская оккупация (август 1919 — январь 1920);
- Шафоренко (январь 1920 — август 1920);
- Панфилов Михаил (сентябрь 1920 — декабрь 1920);
- Семеничев (январь 1921 — март 1921);
- Далинкевич (март 1921 — май 1921);
- Лобахин М. Ф. (май 1921 — август 1921);
- Новиков (август 1921 — октябрь 1921; выбыл по болезни);
- Крапивин Г. О. (ноябрь 1921 — май 1922);
- Демичев, Григорий Панасович (май 1922 — март 1923).